# Светозар Поповић-Милић
Светозар Света Поповић—Милић (Горњи Милановац, 8. октобар 1901 — Јелова гора, код Ужица, 6. мај 1944) био је учесник Шпанског грађанског рата и Народноослободилачке борбе и народни херој Југославије.

## Биографија
Рођен је 8. октобра 1901. у Горњем Милановцу. Потицао је из учитељске породице. Његови родитељи Јово и Милева били су прави народни учитељи, посвећени своме послу, али и породици. На Светозарово васпитање, посебно је утицала његова мајка Милева Мила, коју је неизмерно волео, и у знак пажње према њој, свом презимену је додао и Милић.
Основну школу и нижу гимназију је завршио у Горњем Милановцу, а потом се 1915. године са родитељима преселио у Београд, где је његово даље школовање прекинула аустроугарска окупација. После завршетка Првог светског рата, гимназију је завршио кроз осамнаестомесечни курс. Још као ученик доста је читао и занимао се за литературу, што му је пробудило интересовање и симпатије за нова револуционарна дешавања у Европи.
Посебан утицај на њега оставила је Велика октобарска социјалистичка револуција у Русији, 1917. године, па је приликом полагања матурског испита, 1920. године, на тему „Мој идеал“ на писменом испиту из српског језика писао о вођи Октобарске револуције Владимиру Лењину. То је у школи изазвало невиђени скандал, код професора, а нарочито директора школе. Од стране професора је био обележен као „црвени“, што га је још више определило за омладински револуционарни покрет.
Након матуре, отишао је у Праг, где је по жељи родитеља уписао машинску технику, али је из личног интересовања за новинарство, одлазио на Филозофски факултет и слушао предавања из журналистике. Након завршених студија, 1925. вратио се у Београд и посветио се новинарству. Исте године примљен је у чланство Комунистичке партије Југославије (КПЈ).
Као новинар, али и политички радник, учествовао је у многим акцијама, које је покретала КПЈ. Био је један од оснивача листа Жива ревија, који је излазио на Београдском универзитету и технички уредник хумористичко-сатиричног листа Ошишани јеж, од његовог оснивања, 1935. године. Такође је учествовао у организовању и покретању листа Недељне информативне новине (НИН), чији је био главни уредник. Заједно са њим, у Редакцији овог листа су били и истакнути револуционари Веселин Маслеша, Војислав Вучковић, Јован Поповић, Огњен Прица и др. На жалост, овај лист је био забрањен после свега 26 издатих бројева, септембра 1935. године.
Због свог револуционарног рада, као један од руководилаца београдске партијске организације и учествовања у многим акцијама и демонстрација, био је више пута хапшен и прогањан од полције. Први пут је био ухапшен 1926. године, када је био затворен у познатом затвору „Главњача“. Када је 1936. избио грађански рат у Шпанији, на позив КПЈ, са другим антифашистима октобра 1937. пошао je у Шпанију, где се борио против фашизма. Пошто је за време служења војног рока, завршио Школу резервних официра и потом био резервни атиљеријски официр, у Шпанији је био постављен за команданта артиљерије у једној Интернационалној бригади.  У току рата је био неколико пута рањаван, а једном тешко.
Након завршетка грађанског рата у Шпанији, 1939. заједно са другим борцима Интернационалних бригада пребацио се у Француску, где се налази у концентрационим логорима, најпре у Гирсу, а потом у Аргелес сур мире. Пошто је и у логору вршио револуционарну активност, био је премештен у кажњеничко одељење. Из логора је успео да побегне, тек крајем 1942. године, уз помоћ једног члана Комунистичке партије Француске, који му је позајмио одело молера и извео га из логора. Уз помоћ француских комуниста, успео је да се у једној локомотиви пребаци од Париза до Беча. Одакле је дошао у Земун, па се 9. фебруара 1943. пребацио у окупирани Београд, где се повезао са партијском организацијом. Из Београда је отишао у Босну, где се тада налазио Врховни штаб НОВ и ПОЈ, а одатле је био упућен у Први шумадијски партизански одред „Милан Благојевић“.
Када је 5. октобра 1943. године, на Руднику, формирана Прва шумадијска бригада, Светозар је био постављен за политичког комесара бригаде. Учествовао је у многим борбама ове бригаде, а касније је прешао у Главни штаб НОВ и ПО Србије, где је био постављен за начелника. Погинуо је 6. маја 1944. године, од авионске бомбе, бачене из бугарског авиона, на Ђаковом камену, на Јеловој гори, у близини Ужица.
Првобитно је био сахрањен у близини места погибије, а 1954. његови посмртни остаци су пренети и сахрањени на партизанском гробљу на Брду мира у Горњем Милановцу. 
Указом Председништва АВНОЈ-а постхумно је 6. јула 1945. одликован Орденом заслуга за народ првог реда. Указом председника Федеративне Народне Републике Југославије Јосипа Броза Тита 9. октобра 1953. проглашен је за народног хероја.